# Moustapha Kama
Pour les articles homonymes, voir Kama.
Mohamadou Moustapha Kama, né le 28 janvier 1992, est un taekwondoïste sénégalais.

## Carrière
Dans la catégorie des moins de 54 kg, Moustapha Kama est médaillé de bronze aux Championnats d'Afrique 2014 à Tunis, médaillé d'argent aux Jeux africains de 2015, médaillé de bronze aux Championnats d'Afrique 2016 à Port-Saïd  et médaillé d'argent aux Championnats d'Afrique 2018 à Agadir. Il est médaillé de bronze aux Jeux africains de 2019.
Fin 2021, il annonce ne plus disputer de compétitions internationales en raison d'un manque de soutien financier de son pays.